# Новокаховський електромашинобудівний завод
Новокаховський електромашинобудівний завод — промислове підприємство в місті Нова Каховка Херсонської області України. З 24 лютого 2022 року завод перебуває під російською окупацією.
Точна юридична назва станом на літо 2019 року — товариство з обмеженною відповідальністю "НВП «НКЕМЗ», скорочено ТОВ "НВП «НКЕМЗ» ( рос.: ООО "НВП «НКЕМЗ»)

## Історія
Будівництво заводу почалося в 1955 році відповідно до п'ятого п'ятирічного плану розвитку народного господарства СРСР, в 1957 році завод був введений в експлуатацію і почав випуск продукції.
У 1965 році завод почав виробляти декілька типів електродвигунів, що мали електричні параметри на рівні кращих світових зразків.
За перші десять років діяльності (1957—1967 рр.) завод виготовив 1,2 млн електродвигунів і 2 тис. великих електромашин.
За виробничі досягнення, в 1967 році заводу було присвоєно найменування: «імені 50-річчя Великої Жовтневої соціалістичної революції»
На початку 1970-х років в Новій Каховці була відкрита водноспортивна станція, яка перебувала на балансі підприємства
20 квітня 1971 року наладчик ремонтно-механічного цеху заводу Т. Н. Пісня став Героєм Соціалістичної Праці
Станом на початок 1982 року завод спеціалізувався на виробництві промислових електродвигунів потужністю від 1 до 3,5 МВт для підприємств різних галузей економіки, які використовувалися на всій території СРСР і експортувалися в кілька десятків країн світу. Основною продукцією в цей час були двигуни типу 4А285 і 4А250 для кормоприготувальних техніки на тваринницьких фермах. Крім того, завод випускав споживчі товари
Станом на початок 1983 року, що випускаються заводом електродвигуни мали великий попит і експортувалися в 39 країн світу, в т. Ч. В Англію, Францію і Японію.
На початок 1989 року перелік у які були відвантажені електричні машини заводу з маркою «НКЭМЗ» налічував понад 60 країн світу.
За радянських часів «Новокаховський електромашинобудівний завод імені 50-річчя Великої Жовтневої соціалістичної революції» входив в число провідних підприємств міста та країни. На балансі заводу перебували об'єкти соціальної інфраструктури.
Підготовку кадрів для заводу здійснював відкритий в 1958 році Новокаховський електромеханічний технікум та професійні технічні училища міста.

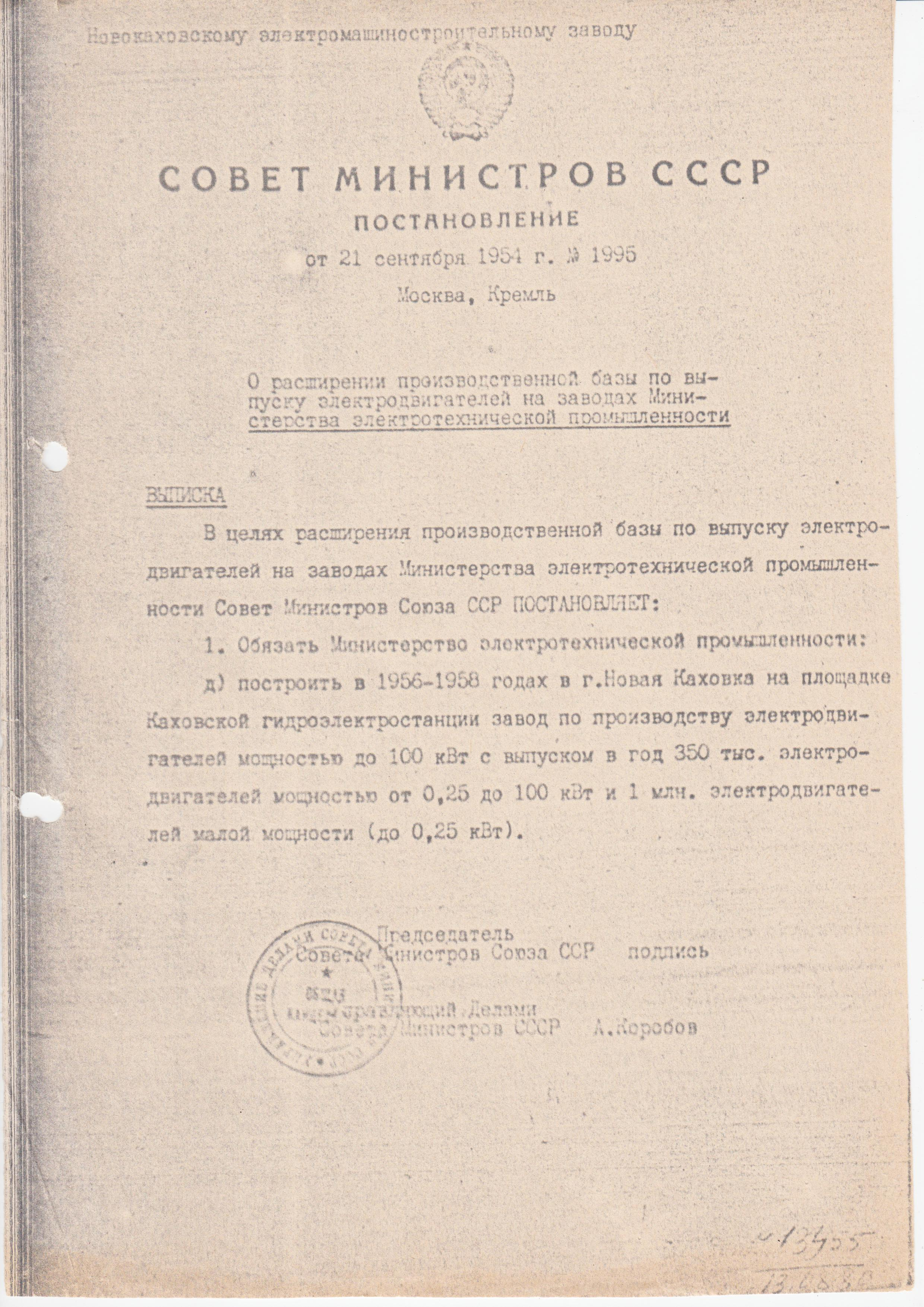
Постанова Ради Міністрів СРСР про будівництво НКЕМЗ (НКЭМЗ).

Після проголошення незалежності України завод перейшов у відання міністерства машинобудування, військово-промислового комплексу і конверсії України. У травні 1995 року Кабінет міністрів України включив Новокаховський електромашинобудівний завод до переліку підприємств, що підлягають приватизації протягом 1995 року, після чого державне підприємство було перетворено у відкрите акціонерне товариство «Південний електромашинобудівний завод» (ВАТ «Південелектромаш»).
Держава в ньому володіла 75 % акцій.
Підприємство мало значні проблеми у ведені своєї діяльності.
Накопичувалися борги із заробітної плати перед працівниками. Їх з затримками виплачували як грошима, так і продовольчими товарами та ширвжитком. Які завод отримував в якості розрахунку по бартерним схемам.
У 2000-му році З його складу був виведений Цех великих електричних машин, і на його базі створено підприємство ТОВ «ЗКЕМ», яке займалось, і за станом на середину 2019 року займається виробництвом великих електричних машин, і є одним з найбільших підприємств електротехнічної галузі України. Основним його видом діяльності є розробка і виготовлення синхронних і асинхронних електродвигунів, генераторів змінного струму, електродвигунів постійного струму, а також їх ремонт та сервісне обслуговування.
До судів подавались позови щодо стягнення заборгованості з ВАТ «Південелекторомаш».
5 червня 2000 року Господарський суд Херсонської області розпочав провадження у справі про банкрутство. У лютому 2001 року почалася санація підприємства.
У 2004 році завод виготовив 41 380 електродвигунів, 128 генераторів, 233 шахтних вентилятора і закінчив 2004 рік з збитком 11,868 млн гривень
2005 рік «Південелектромаш» закінчив зі збитками 31,09 млн гривень.
Станом на 2006 рік, завод мав можливість виробляти електродвигуни змінного струму загального призначення ВВО 63-460, вибухозахищені двигуни для газової промисловості, а також шахтні вентилятори і генератори.
У 2007 році водноспортивна станція була знята з балансу заводу, і її продали.
25 липня 2007 року Фонд державного майна України ухвалив рішення про продаж знаходився у державній власності контрольного пакета (75,01 % акцій) підприємства за 19 млн гривень.
Акції за 19,2 млн гривень купив концерн «Росенергомаш», представники якого обіцяли інвестувати 5 млн доларів США в реорганізацію заводу. Надалі, завод повинен був спеціалізуватися на випуску і сервісному обслуговуванні широкої лінійки синхронних і асинхронних електродвигунів змінного струму потужністю до 5 МВт в загальнопромисловому і вибухозахищеному виконанні
Станом на початок 2013 року, завод входив до числа найбільших діючих підприємств міста Нова Каховка, і спеціалізувався на виробництві електричних двигунів і генераторів змінного струму.
Після ліквідації в 2013 році визнаного банкрутом ВАТ «Південелектромаш», велика частина виробничих активів заводу була передана товариству з обмеженою відповідальністю «Новокаховський електромеханічний завод».
Було демонтавоне та розпродане обладнання ливарного цеху.
Місцевій будівельній компанії продали метизний цех.
Події в країні, які сталися в 2014—2015 роках, суттєво торкнулися і роботи заводу.
Загальні проблеми в України, включаючи і економічні — падіння промислового виробництва, девольвація гривні, ускладнення відносин з РФ (традиційним ринком збуту новокаховського заводу), та інші причини привели до того, що у 2014—2015 роках стан підприємства суттєво ускладнився.
З 2015 року
В 2015 році виробничі потужності, адміністративні будівлі та ща ряд активів були передані новій юридичній особі товариству з обмеженною відповідальністю "НВП «НКЕМЗ».
Сучасна назва
Отримавши новий юридичний статус Новокаховський електромашинобудівний завод став офіційно називатися ТОВ „НВП“ НКЕМЗ» (назва включає в себе традиційну абревіатуру в українській транслітерації — скрочення від «Новокаховський електромашінобудівній завод»)
У народній свідомості у багатьох жителів Херсонського регіону, а також у професіних промислових колах України (і не тільки), за заводом збереглися скрочені неофіційні нині назви: «електромаш», «новокаховський завод електромаш», а також проста форма — «НКЕМЗ» (російською: «НКЭМЗ»)
У 2015 році відбулось велике скрочення кількості працюючих на заводі.
Станом на початок 2016 року, чисельність працівників на юридично новоствореному підприємстві становила 295 осіб.
У 2017—2018 роках.
Стан заводу поступово відносно покращився.
Відкрито офіційне представництво в Азербайджанській Республіці — підприємство NKEMZ Ukrainian Motors (NKEMZ Ukrayna Mühǝrrikilǝri).
2019 рік
За рішенням судів, юридичні особи ТОВ «Новокаховський електромеханічний завод», а також створене раніше ТОВ «Новокаховський електромашинобідівний завод», були визнані банкрутами та знаходяться в стані припинення. Ці підприємства залишились винними багатьом робітникам які на них працювали заробіню плату. Борги зберігалися і на вересень 2019 року. Їх загальна сума перевищувала 5 мільйонів гривень.
Підприємство ТОВ "НВП «НКЕМЗ» зареєстроване у 2015 році — працює, впроваджує у виробництво нові види електричних машин, відвантажує продукцію споживачам.
Виробниче обладнання давно суттєво не модернізувалося.
У 2018—2019 роках заробітня плата працівникам виплачувалась із затримками.
На заводі спостерігається кадровий дефіцит.
Згідно з даними наведеними на сайтах цих підприємств, ТОВ "НВП «НКЕМЗ» разом з новокаховським ТОВ «ЗКЕМ», а також з харківським електро-машинобудівним заводом ТОВ «ХЕМЗ», та олександрійським ТОВ "ЕМЗ «ЕТАЛ», входять до однієї промислової групи. Бенефіціарами чотирьох заводів, за доступною інформацією, є українські громадяни.

### Російське вторгнення в Україну(2022)
24 лютого 2022 року,після вторгнення на Херсонщину, російські війська захопили Новокаховський електромашинобудівний завод.